# Стела (Мисури)
Стела (енгл. Stella) град је у америчкој савезној држави Мисури.

## Демографија
По попису из 2010. године број становника је 158, што је 20 (-11,2%) становника мање него 2000. године.
| Група             | 2000.       | 2010.       |
| Белци             | 173 (97,2%) | 142 (89,9%) |
| Афроамериканци    | 0 (0,0%)    | 0 (0,0%)    |
| Азијати           | 0 (0,0%)    | 8 (5,1%)    |
| Хиспаноамериканци | 2 (1,1%)    | 1 (0,6%)    |
| Укупно            | 178         | 158         |